# Kuṇḍalinī
Kuṇḍalinī (in sanscrito कुण्डलिनी) è un termine adoperato originariamente in alcuni testi delle tradizioni tantriche per indicare quell'aspetto della Śakti presente nel corpo umano, l'energia divina che si ritiene risiedere in forma quiescente in ogni individuo.

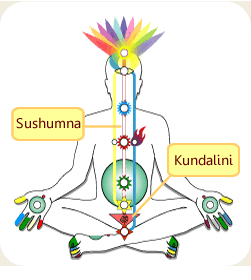
Disegno schematico che rappresenta i chakra e la Kundalini quiescente nel corpo umano

## Origine del termine e contesti d'uso
Sebbene la nozione di un corrispettivo dell'energia divina nel corpo umano e delle pratiche relative per gestirla si trovi già espressa e discussa in alcuni testi del corpus dei Bhairava tantra, quali ad esempio il Netra Tantra, il Kubjikāmata Tantra e il Vijñānabhairava Tantra, sembra che la prima menzione del termine compaia nel Tantrasadbhāva, altro testo del medesimo corpus, risalente all'VIII secolo circa.
Il passo è citato dal filosofo kashmiro Kṣemarāja (X-XI sec.) nel suo commento agli Śivasūtra:
(Tantrasadbhāva, f.11b linea 4 – f.12b linea3; citato in Kṣemarāja, Śivasūtravimarśinī, commento a II.3; in Vasugupta, Gli aforismi di Śiva, con il commento di Kṣemarāja, a cura e traduzione di Raffaele Torella, Mimesis, 1999, p. 90.)
I Bhairava tantra sono un insieme di opere, 64 per l'esattezza, che la tradizione vuole rivelate dal Dio Śiva nel suo aspetto Bhairava. Questi testi espongono una dottrina monista (ā-dvaita, "non-dualista"), cioè una visione metafisico-religiosa nella quale ogni aspetto nel cosmo, individui compresi, sono una manifestazione, un'espansione dell'Assoluto, Śiva. Molti di questi testi non ci sono pervenuti, ma ne abbiamo menzioni e citazioni sia in quelli attualmente conosciuti sia nei numerosi commenti che ne sono seguiti.
Occorre qui ricordare che la concezione di una relazione fra l'umano e il divino non è certo una prerogativa delle tradizioni in oggetto, tradizioni essenzialmente tantriche, ma risale, nella letteratura, a un'epoca antecedente, quella del brahmanesimo. Nella Chāndogya Upaniṣad (IX-VII secolo a.C.), ma anche in altre Upaniṣad, troviamo già espresso il concetto dell'identità fra l'essenza individuale e quella divina, fra ātman e brahman: «Quello sei tu».
I testi del Bhairava tantra costituiscono il corpus canonico di opere sacre cui fanno riferimento alcune tradizioni religiose popolari per lo più sorte nella regione indiana del Kashmir, e confluite poi in quel sistema esegetico etichettato come Shivaismo del Kashmir come è stato formulato da Abhinavagupta. Queste tradizioni e scuole sostengono l'identità fra gli individui, l'universo e Dio, che, come già detto, è qui identificato con Śiva o una sua ipostasi (come Bhairava, per esempio):
Śiva è qui considerato causa materiale ed efficiente dell'universo, e il suo riflesso nel mondo è Śakti, l'energia divina che gli esseri e le cose nel mondo sperimentano come causa di ogni trasformazione.  Sostantivo femminile, śakti è termine il cui significato è proprio "energia", "forza", e indica generalmente il potere, o l'insieme dei poteri di un dio (deva), quelli che agiscono nel mondo fenomenico e sono la causa di ogni trasformazione, creazione e distruzione. Nella mitologia, questa śakti è spesso personificata come dea (devī) e variamente denominata, oggetto di culto nelle correnti devozionali. Come Pārvatī, la "Figlia della montagna", per esempio, raffigurata come sposa di Śiva; o come Kālī, "Colei che domina il tempo".
Da questo punto di vista, Kuṇḍalinī non è che uno dei nomi della śakti, della Dea cioè: uno degli aspetti, in ultima analisi, di Dio. Così, prima di entrare nel dettaglio delle pratiche, si rivolge alla Dea Kuṇḍalinī il filosofo kashmiro Abhinavagupta (X-XI sec.), sistematore di queste tradizioni:
(Abhinavagupta, Tantrāloka, XXVI.63; citato in Silburn 1997, p. 277.)
Il passo dal Tantrasadbhāva sopra citato procede lasciando intendere che il nome Kuṇḍalinī derivi da kuṇḍalī, generalmente tradotto con "ricurva", o anche con "attorcigliata":
(Op. cit.)
Il nome deriverebbe quindi dallo stato in cui normalmente si trova questa energia; "dormiente", "addormentata", "quiescente", "inattiva", "sopita", "inconscia": sono questi i termini che generalmente si trovano in letteratura per riferirsi alla kuṇḍalinī di cui non si è ancora preso coscienza tramite una delle pratiche canoniche. Il riferimento al serpente come immagine simbolica della kuṇḍalinī rende bene l'idea di qualcosa che normalmente è in stato di riposo, arrotolato su sé stesso come spesso il serpente giace fintanto che non venga stimolato o non si muova in cerca di cibo.

## Il corpo yogico

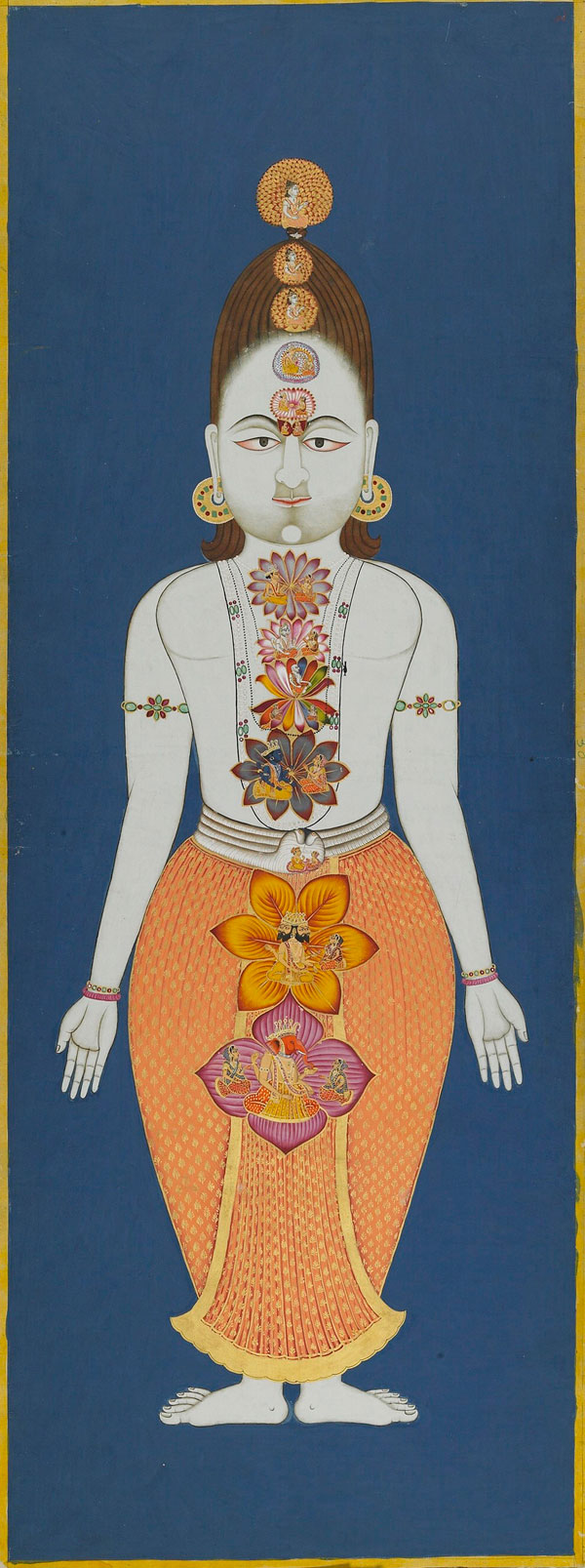
Illustrazione del XIX secolo raffigurante nel corpo fisico un complesso costituito da tredici cakra del corpo yogico, le tredici tappe del percorso yogico di Kuṇḍalinī verso Śiva. È altresì rappresentata Kuṇḍalinī stessa in forma di serpente bianco arrotolato attorno alla vita.

Il seguace di queste tradizioni, che come si è detto sono spiccatamente tantriche, il tāntrika, ovvero l'adepto che guidato dal suo guru segue un percorso spirituale vòlto al conseguimento della liberazione (mokṣa) dal ciclo delle rinascite (saṃsāra), è ritenuto possedere una struttura complessa che convive col corpo fisico. Si tratta di un corpo immateriale, una struttura somatica inaccessibile ai sensi che l'adepto crea immaginandola e visualizzandola attraverso una serie di pratiche complesse. Nella letteratura critica moderna a questo corpo è stato dato il nome di "corpo sottile", per distinguerlo dal corpo fisico, che per contrasto è spesso detto "grossolano". Il termine non è soltanto adoperato per le dottrine in oggetto, ma lo si usa anche per rendere concetti simili pertinenti ad altre tradizioni, sia religiose sia no, come quelle esoteriche. André Padoux, indologo francese esperto di tantrismo, fa però notare che questo termine, "corpo sottile", è improprio, perché è la traduzione letterale di sukṣmaśarīra, che si riferisce invece al corpo trasmigrante: il "corpo sottile" è quello che sopravvivendo alla morte è destinato a reincarnarsi (se non c'è stata liberazione). Padoux utilizza pertanto il termine "corpo yogico". Similmente, Gavin Flood utilizza il termine "corpo tantrico". David Gordon White usa anche il termine "corpo alchemico".
(Padoux 2011, p. 95)
Letteralmente Yoga significa "unione", qui fa riferimento all'unione di Kuṇḍalini con Śiva attraverso un viaggio di Kuṇḍalini stessa nel corpo dell'adepto, dal punto in cui giace come addormentata, alla base della colonna vertebrale, fino alla sommità del capo, dove si unisce appunto a Śiva, donando la beatitudine della liberazione.
(Flood, The tantric body, Op. cit., p. 6)
La comprensione reale di questo corpo da parte di noi occidentali, prosegue Gavin Flood, di cosa esso realmente significhi e di come sia vissuto dal tāntrika, dei suoi rapporti col cosmo in ultima analisi, è impresa velleitaria. Il corpo tantrico è fondamentalmente un testo nel senso lato del termine, cioè uno strumento per concettualizzare l'universo, le divinità, la lingua sanscrita e il linguaggio, la tradizione scritta stessa: qualcosa che la cultura di massa moderna al di fuori della tradizione certo non può comprendere né rendere. La visione del corpo tantrico da parte della civiltà occidentale è cosa emblematica, e rappresenterebbe un argomento in sé.
Gli elementi principali di questo corpo sono i "canali" (nāḍī), i "centri" o "ruote" (cakra), i "punti" (bindu), il soffio vitale (vāyu). Va subito detto che non esiste una fisiologia univoca per il corpo yogico: il numero, le caratteristiche e le funzioni dei suoi componenti variano da tradizione a tradizione, da testo a testo. È in questo corpo che Kuṇḍalinī vive e si muove.
La fisiologia più diffusa per il sistema di cakra e nāḍī è quella che deriva dalla tradizione tantrica che fa riferimento alla dea Kubjikā, la Dea gobba, tradizione attestatasi nell'XI secolo. In questa sono descritti sette cakra, collocati rispettivamente nelle zone del: perineo (mūlādhāracakra), genitali (svādhiṣṭhānacakra), plesso solare (maṇipuracakra), cuore (anāhatacakra), gola (viśuddhacakra), fronte (ājñācakra), sommità del capo (sahasrāracakra) Le nāḍī principali sono tre: una centrale, la suṣumnā, e due laterali: iḍā e piṅgalā.
Kubjikā è raffigurata nell'apparenza di una vecchia donna incurvata dagli anni: kubjika significa "curva"; questa Dea è infatti associata con Kuṇḍalinī. La tradizione in oggetto è la cosiddetta tradizione kaula occidentale, originaria dell'Himalaya occidentale, e attestata con certezza nel XII secolo in Nepal, dove ancora sopravvive. Il Kubjikāmata Tantra è il testo più antico nel quale si trova menzione del sistema dei sei cakra, quello attualmente più noto e diffuso: testi precedenti menzionano un numero differente di  cakra variamente collocati nel corpo sottile.

## Il serpente
(Silburn 1997, p. 39)

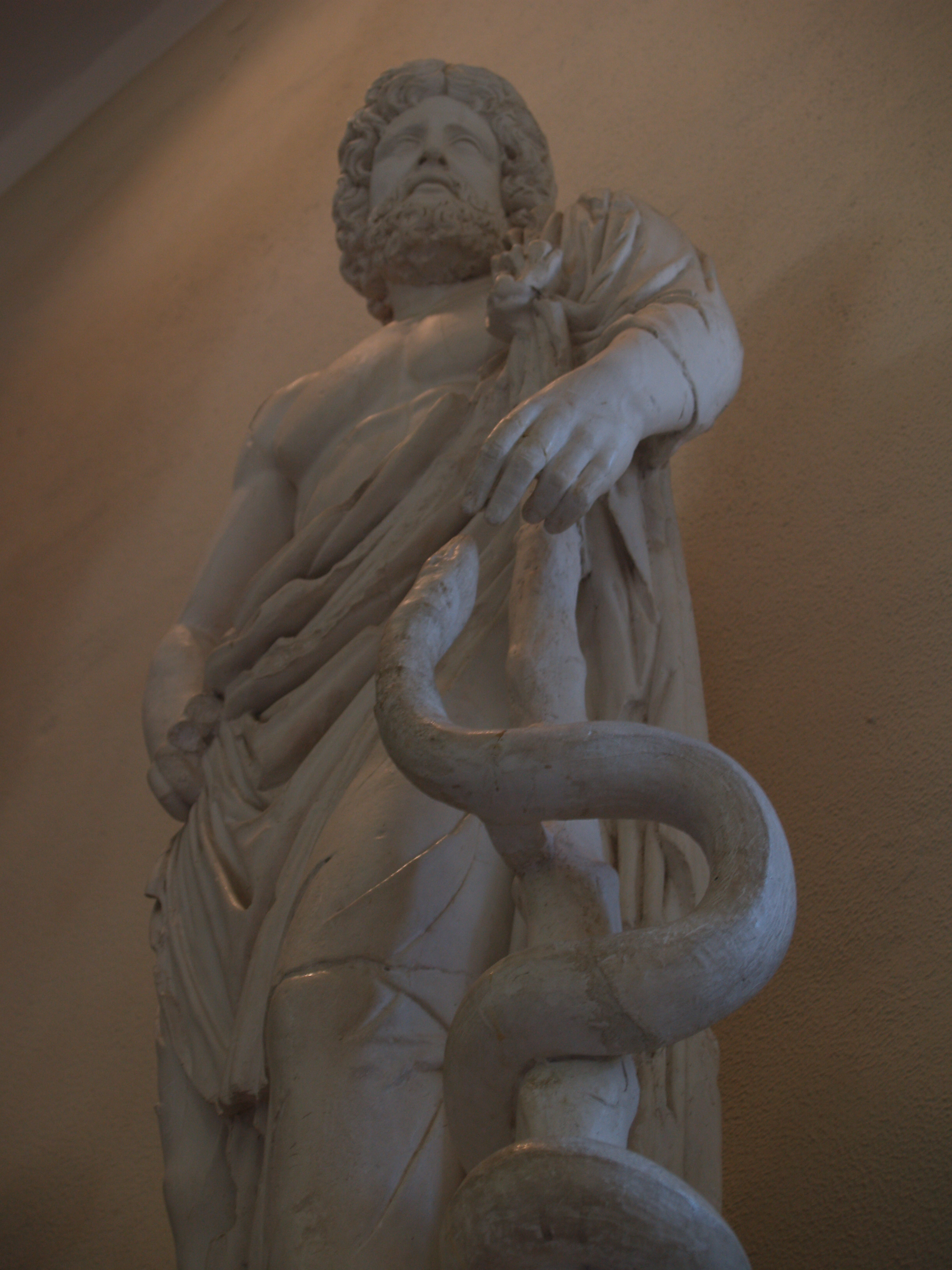
Statua di Esculapio presso il Teatro di Epidauro, Grecia. Esculapio era il dio della medicina; il serpente, attorcigliato attorno a un bastone, animale a lui sacro e simbolo di rinnovamento.

Simbolo ctonio, il serpente è il più usato per rappresentare la kuṇḍalini, associazione suggerita dagli stessi testi indiani appartenenti alla tradizione, come il sopra citato Tantrasadbhāva. In quanto abitatore del sottosuolo, questo animale simboleggia una forza occulta, misteriosa e pericolosa. Ma, come spesso avviene nel mito, le cose pericolose, quando conosciute, perdono quest'aspetto per svelarne un altro opposto, benefico. La kuṇḍalinī, quando riposa è come un serpente raccolto su sé stesso, pronto a scattare per mordere e così iniettare il suo veleno; ma quando è risvegliata è come il serpente dritto sulla punta della coda, rigido come un bastone, inoffensivo.
Questo simbolismo del serpente come energia cosmico-divina trova analogia in quello ravvisato nell'analisi di Carl Gustav Jung per l'energia psichica, la libido:
(Carl Gustav Jung, La libido, simboli e trasformazioni, traduzione di Girolamo Mancuso, Newton, 2006 (1912), p. 331)
Fin dall'antichità, il serpente è stato considerato simbolo di trasformazione grazie alla sua capacità di mutare pelle, ed è stato associato al benessere fisico, spirituale e all'illuminazione. Il Bastone di Asclepio, simbolo della moderna medicina, e il Caduceo di Hermes, messaggero degli dèi (cioè mediatore fra l'umano e il divino), presentano rispettivamente uno e due serpenti che si avvolgono attorno a un bastone. Quest'associazione fra bastone e serpente, senza tuttavia riferirsi al concetto della kundalini, compare anche in altre narrazioni mitologiche, come quella descritta nell'Antico Testamento:
(Esodo, 4, 2-4)

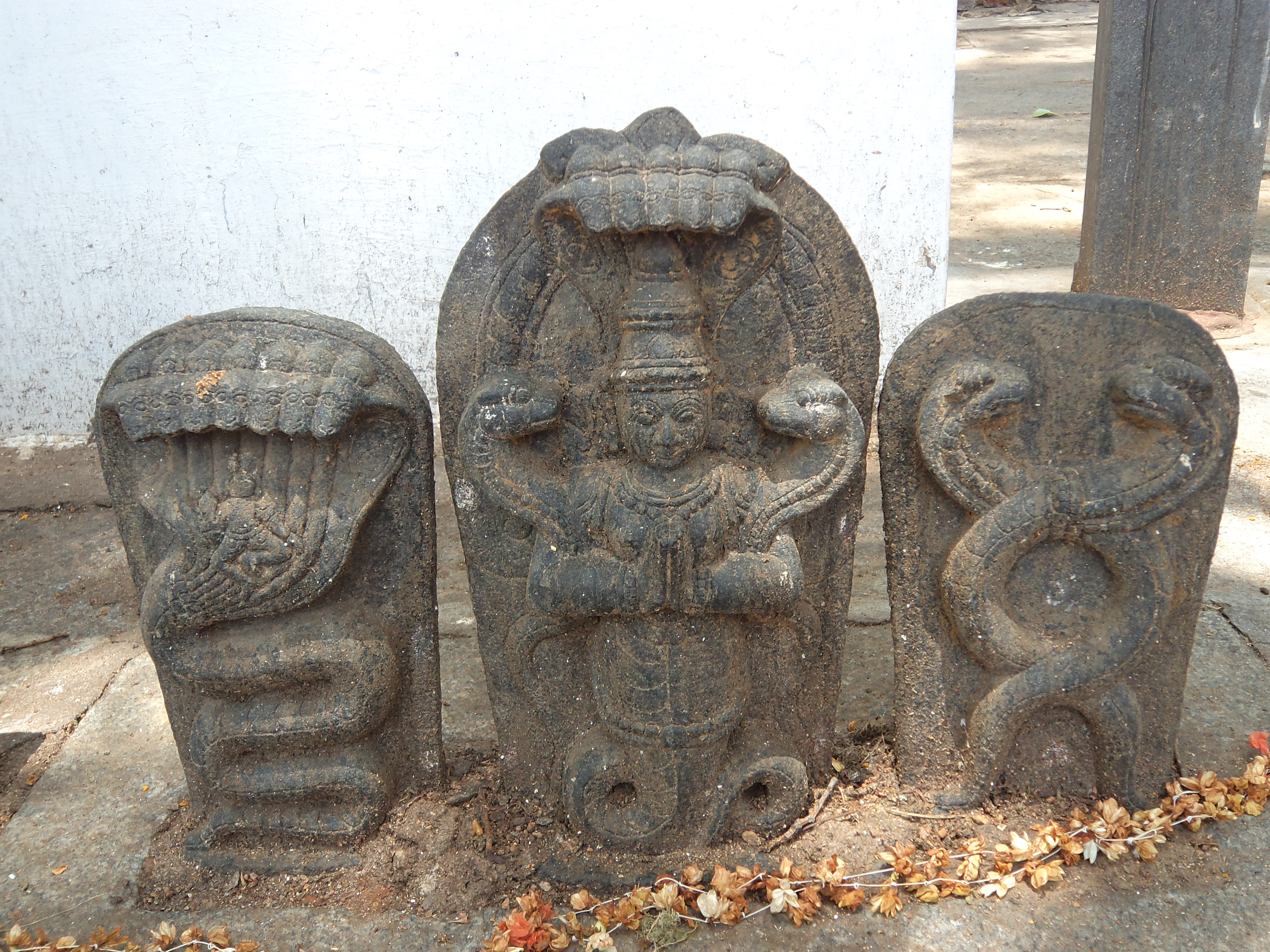
Sculture in pietra rinvenute presso templi del Sud dell'India, che testimoniano la sopravvivenza, in epoca più recente, dell'antico culto dei serpenti.

Il culto dei serpenti era, in India come altrove, diffuso già prima del V secolo p.e.v. I Nāga erano un popolo di esseri metà uomo metà serpente, depositari di un'antica conoscenza, e tuttora sopravvivono, presso alcuni templi indiani, raffigurazioni di questi esseri mitologici. Gli stessi Asura, una classe di dèi vedici erano raffigurati anche come dèi-serpente.
(Śatapatha Brāhmaṇa, XIII, 4, 3, 9; citato in Alain Daniélou, Śiva e Dioniso, traduzione di Augusto Menzio, Ubaldini Editore, 1980, p. 107)
Śiva è sempre raffigurato come ornato di serpenti; ma anche Visnù è associato al serpente cosmico Śeṣa. L'iconografia canonica del filosofo buddhista Nāgārjuna lo vuole assorto in meditazione all'ombra di un serpente (nāgā) a una o più teste.
Nell'antica Creta il culto dei serpenti rivestiva un aspetto importante, e così pare anche in alcuni culti dionisiaci. Il serpente, come simbolo variamente significato, compare in molte altre civiltà e manifestazioni a carattere religioso, e a tutt'oggi se ne trovano ancora esempi, come nella festa di San Domenico di Sora in Abruzzo.

## La visione occidentale di Kuṇḍalini
In Occidente, l'immagine del serpente come simbolo della kuṇḍalini è molto diffusa e la si deve a Sir John Woodroffe, magistrato britannico presso la Corte suprema del Bengala e appassionato di tantrismo che, con lo pseudonimo di Arthur Avalon, pubblicò nel 1919 un testo sull'argomento dal titolo Il potere del serpente. A lui si deve la diffusione di massa di questo fondamentale argomento delle tradizioni tantriche, così come di altri, quali i cakra: nel medesimo testo, infatti, egli presenta una parziale traduzione di due testi, lo Ṣatcakranirūpaṇa e il Pādukāpañcaka, il primo sul sistema dei sei cakra, il secondo sulla struttura a cinque strati del corpo tantrico. A lui va l'indiscusso merito di aver presentato questi argomenti alla cultura occidentale e di aver così suscitato interesse verso quell'insieme di variegati e controversi aspetti dell'induismo che, in occidente stesso, è stato etichettato come "tantrismo", termine inesistente nella cultura hindu.
La decontestualizzazione di questi concetti, la kuṇḍalini e il suo risveglio, i chakra, il corpo sottile, ma anche i mantra e forse soprattutto le pratiche sessuali tipiche di alcune tradizioni tantriche, ha però creato, cosa inevitabile, una serie di fraintendimenti, favorendo di riflesso la diffusione di manipolazioni e letture personalizzate. La Società Teosofica prima e i movimenti New Age poi, si sono appropriati dell'argomento kuṇḍalini, rivestendolo di aspetti impropri.
Ma la kuṇḍalini ha interessato anche studiosi quali lo psicoanalista Carl Jung, che ha cercato paralleli con la struttura e il funzionamento dell'inconscio, trovando corrispondenze dei suoi concetti di anima e animus con Kuṇḍalini e Śiva rispettivamente.
Jung, che aveva letto il testo di Avalon nel 1930, seguito i seminari dell'indologo tedesco Wilhem Hauer sullo Yoga, e si era già espresso affermando di aver trovato interessanti corrispondenze fra la propria visione e quella dello Yoga stesso, ebbe però un atteggiamento ambivalente nei confronti della kuṇḍalinī, ravvisando, nelle tecniche di risveglio della stessa, il pericolo di essere sommersi dalle forze dell'inconscio, qualcosa che quindi si opponeva alla realizzazione della personalità. Interessante è la sua visione della disposizione anatomica dei cakra: il primo cakra, quello dove riposa Kuṇḍalinī, il mūlādhāra, dovrebbe essere situato in alto, e l'ultimo in basso.
Anche Massimo Scaligero, appartenente al movimento antroposofico, riteneva che gli antichi metodi per far risalire kundalini fossero ormai divenuti anacronistici se non dannosi, e che nell'epoca intellettualistica odierna occorresse semmai far discendere dalla testa la luce del pensiero conoscitivo, riconoscendone la sua origine pre-cerebrale nell'autocoscienza.

## Il risveglio della Kundalini

Disegno moderno che simbolizza il mūlādhāracakra, nel quale Kuṇḍalini riposa. Al centro, il mantra monosillabico (bījamantra) associato al cakra in scrittura devanagari: LAṂ, corrispondente all'elemento grosso "terra".

Come accennato, nelle tradizioni tantriche la liberazione dal ciclo delle rinascite è vista come il "risveglio" di Kundalini seguito dalla relativa ascesa (śat chakra bedhana) nel corpo sottile fino all'ultimo chakra, dove stabilmente deve permanere in unione con Śiva. In questo stadio l'adepto ha definitivamente abbandonato il suo ego individuale (ahmakara) per identificarsi col Soggetto universale (aham).
Questo percorso è vissuto dall'adepto come "attivazione", "apertura" dei chakra interessati, che ordinariamente si trovano "inattivi", come "chiusi". Il simbolismo dei fiori di loto illustra bene questo meccanismo: i petali si dischiudono al passaggio di Kundalini e successivamente si richiudono, col risultato però di aver cambiato di stato. Kundalini stessa subisce cambiamenti di stato: in alcuni testi si preferisce distinguere tre aspetti: śaktikuṇḍalinī ("energia arrotolata"), per indicare Kundalini che risiede inerte nel primo chakra, il mūlādhāracakra; prāṇakuṇḍalinī ("energia dei soffi vitali"), per designare Kundalini che circola nel corpo sottile; parakuṇḍalinī ("energia assoluta"), Kundalini pronta per fondersi con Śiva nell'ultimo chakra (il dvādaśānta o il sahasrāracakra, a seconda dei testi).
La prassi per il "risveglio" e la "risalita" di Kundalini segue strade differenti a seconda della tradizione e quindi dei testi adottati. L'indologa francese Lilian Silburn che si è occupata teoricamente e attivamente di questo argomento distingue fra i metodi che derivano dalle tradizioni del Kula e quelli molto più tardi che fanno capo a testi quali la Haṭhayoga Pradīpikā, la Gheraṇḍa Saṃhitā e la Śiva Saṃhitā (scritti all'incirca dopo il XV secolo). Questi ultimi prevedono un impegno continuo basato molto sul lavoro sul corpo fisico e sottile: stiamo parlando dello Hatha Yoga. I testi tantrici precedenti fanno invece riferimento a metodi che sono assimilabili alla mistica, metodi che coinvolgono la spiritualità intrinseca in elementi quali la parola, il pensiero, la consapevolezza, la meditazione.

### La via dello Hatha Yoga

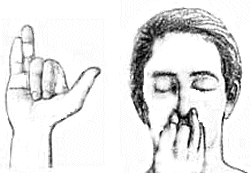
Disegno che raffigura una tecnica di respirazione a narici alternate, tipica dello Hatha Yoga per la "pulizia" delle nāḍī.

La manipolazione di Kundalini non è possibile se prima non si è provveduto a purificare il sistema dei canali energetici del corpo sottile, le nāḍī. L'adepto deve preliminarmente dedicarsi a operazioni finalizzate a tale scopo, le nāḍīśodhana. Queste prevedono posizioni specifiche (āsana) accompagnate da tecniche di respirazione controllata e recitazioni di mantra.  Va evidenziato che i risultati non sono affatto subito evidenti: il praticante vi si dovrà dedicare quotidianamente per diversi mesi. Stando alla Śiva Saṃhitā, al termine il corpo fisico si presenterà più armonioso, profumato, dotato di una voce ben risonante.
Sono tre le nāḍī principali: suṣumṇā, iḍā e piṅgalā: queste ultime sono come avvolte attorno alla prima, che invece è dritta, ergendosi dalla zona del perineo fino al cranio. La suṣumṇā è la via maestra di risalita di Kundalini: le tecniche di purificazione hanno anche e soprattutto lo scopo di evitare che Kundalini risalga seguendo iḍā e piṅgalā. Infatti è anche possibile che Kundalini si risvegli e risalga in modo anomalo, come nel caso precedente, o anche spontaneamente: queste occasioni non conducono alla liberazione, anzi possono causare problemi. Così un maestro del XIV sec.:
(Svatmarama; citato in Feuerstein 1998, p. 169)

### Le vie dello Shivaismo del Kashmir
In quel sistema teologico-filosofico successivamente etichettato come Shivaismo del Kashmir sono descritti altri metodi per manipolare la kundalini e quindi ottenere la liberazione in vita. L'indologa Lilian Silburn elenca i seguenti metodi: distruzione del pensiero dualizzante; interruzione del soffio; frullamento dei soffi; contemplazione delle estremità; espansione della via mediana. A questi vanno considerati aggiunti metodi di intervento "esterni", quali la cosiddetta "pratica del bastone" e l'iniziazione mediante penetrazione.